# Bobby Hurley
Robert Matthew Hurley, detto Bobby (Jersey City, 28 giugno 1971), è un ex cestista e allenatore di pallacanestro statunitense, professionista nella NBA.

## Carriera
È stato selezionato dai Los Angeles Clippers al primo giro del Draft NBA 1993 (7ª scelta assoluta).

## Statistiche

### College
| Anno      | Squadra          | PG  | PT  | MP   | TC%  | 3P%  | TL%  | RP  | AP  | PRP | SP  | PP   |
| --------- | ---------------- | --- | --- | ---- | ---- | ---- | ---- | --- | --- | --- | --- | ---- |
| 1989-1990 | Duke Blue Devils | 38  | 38  | 33,4 | 35,1 | 35,7 | 76,9 | 1,8 | 7,6 | 1,8 | 0,0 | 8,8  |
| 1990-1991 | Duke Blue Devils | 39  | 39  | 34,7 | 42,3 | 40,4 | 72,8 | 2,4 | 7,4 | 1,3 | 0,1 | 11,3 |
| 1991-1992 | Duke Blue Devils | 31  | 30  | 33,6 | 43,3 | 42,1 | 78,9 | 2,0 | 7,6 | 1,1 | 0,0 | 13,2 |
| 1992-1993 | Duke Blue Devils | 32  | 32  | 35,6 | 42,1 | 42,1 | 80,3 | 2,6 | 8,2 | 1,5 | 0,0 | 17,0 |
| Carriera  | Carriera         | 140 | 139 | 34,3 | 41,0 | 40,5 | 77,6 | 2,2 | 7,7 | 1,4 | 0,0 | 12,4 |

### NBA

#### Regular Season
| Anno      | Squadra             | PG  | PT | MP   | TC%  | 3P%  | TL%  | RP  | AP  | PRP | SP  | PP  |
| --------- | ------------------- | --- | -- | ---- | ---- | ---- | ---- | --- | --- | --- | --- | --- |
| 1993-1994 | Sacramento Kings    | 19  | 19 | 26,3 | 37,0 | 12,5 | 80,0 | 1,8 | 6,1 | 0,7 | 0,1 | 7,1 |
| 1994-1995 | Sacramento Kings    | 68  | 6  | 16,3 | 36,3 | 27,6 | 76,3 | 1,0 | 3,3 | 0,4 | 0,0 | 4,2 |
| 1995-1996 | Sacramento Kings    | 72  | 22 | 14,7 | 28,3 | 28,9 | 80,0 | 1,0 | 3,0 | 0,4 | 0,0 | 3,1 |
| 1996-1997 | Sacramento Kings    | 49  | 12 | 12,9 | 36,8 | 31,1 | 69,8 | 0,8 | 3,0 | 0,6 | 0,1 | 2,9 |
| 1997-1998 | Sacramento Kings    | 34  | 3  | 12,3 | 40,9 | 26,7 | 81,1 | 1,1 | 2,4 | 0,4 | 0,0 | 3,8 |
| 1997-1998 | Vancouver Grizzlies | 27  | 0  | 17,0 | 37,4 | 14,3 | 74,4 | 1,1 | 3,6 | 0,4 | 0,0 | 4,5 |
| Carriera  | Carriera            | 269 | 62 | 15,5 | 35,3 | 27,2 | 76,9 | 1,1 | 3,3 | 0,4 | 0,0 | 3,8 |

#### Playoffs
| Anno     | Squadra          | PG | PT | MP  | TC% | 3P% | TL% | RP  | AP  | PRP | SP  | PP  |
| -------- | ---------------- | -- | -- | --- | --- | --- | --- | --- | --- | --- | --- | --- |
| 1996     | Sacramento Kings | 1  | 0  | 2,0 | -   | -   | -   | 0,0 | 0,0 | 0,0 | 0,0 | 0,0 |
| Carriera | Carriera         | 1  | 0  | 2,0 | -   | -   | -   | 0,0 | 0,0 | 0,0 | 0,0 | 0,0 |

## Palmarès
- McDonald's All-American Game (1989)
- 2 volte campione NCAA (1991, 1992)
- NCAA Final Four Most Outstanding Player (1992)
- NCAA AP All-America First Team (1993)
- NCAA AP All-America Third Team (1992)